# Maurice Leroy

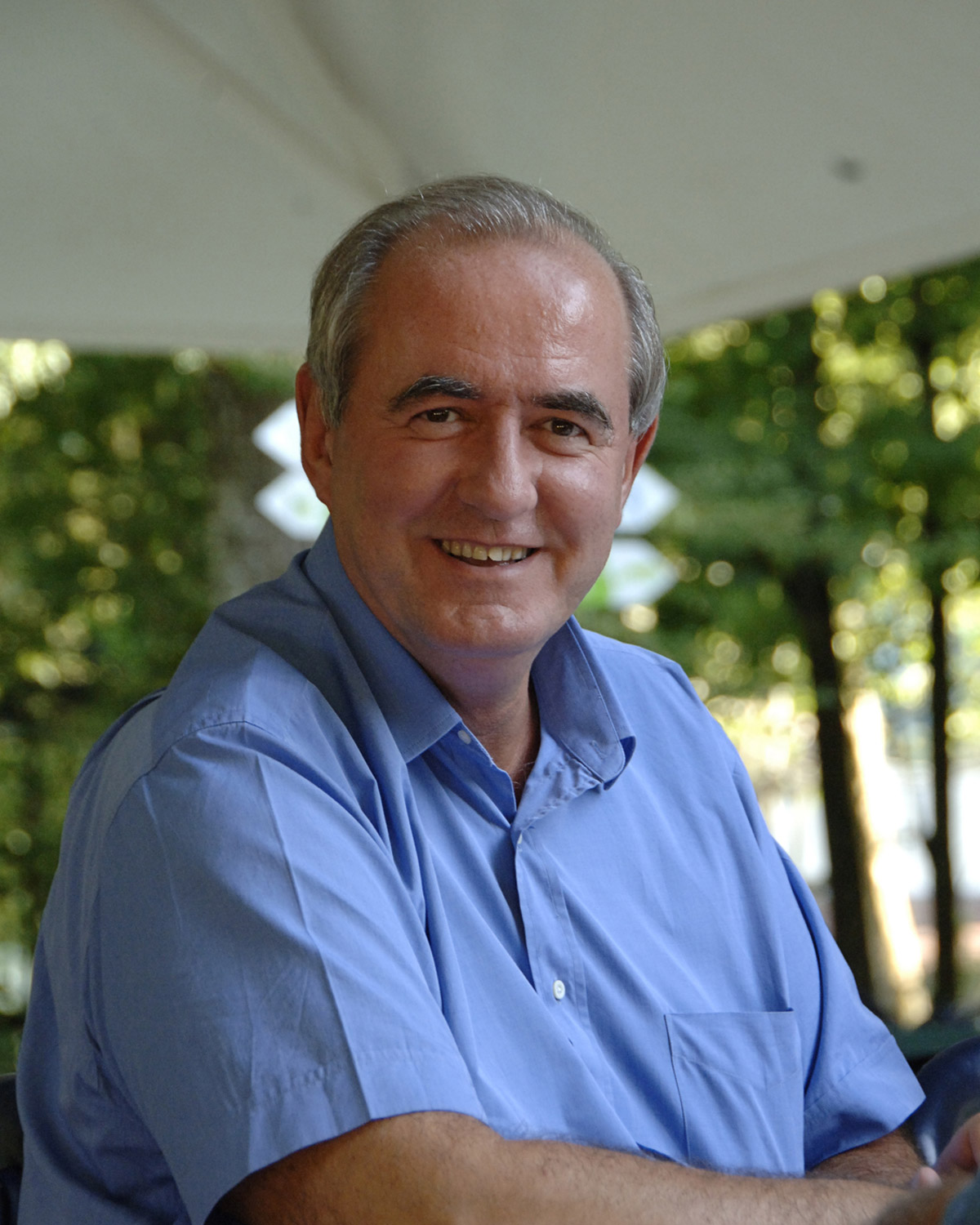
Maurice Leroy (2009)

Maurice Leroy (* 2. Februar 1959 in Paris) ist ein französischer Wirtschaftswissenschaftler und Politiker (PCF, UDF, NC, UDI). Er war 2005–06, 2009–10 und 2018–19 Vizepräsident der Nationalversammlung sowie von November 2010 bis Mai 2012 Minister für Stadtentwicklung.

## Leben

### Aufstieg zum Bürgermeister
Leroy wuchs in einer Arbeiterfamilie im 1. Arrondissement von Paris auf. Als Schüler am Lycée Montaigne trat er der Kommunistischen Jugend bei. Während des Studiums der Wirtschaftswissenschaften an der Universität Paris-Nord (Paris-XIII) war er Vorstandsmitglied der Studentenorganisation Union nationale des étudiants de France (UNEF). Nach seinem Studienabschluss (Maîtrise in Ökonomie und Diplom-Wirtschaftsprüfer) arbeitete er zwischen 1982 und 1984 Büroleiter des kommunistischen Bürgermeisters von Orly, ehe er anschließend bis 1990 Referent für Finanzen, Soziales sowie Generalsekretär der Fraktion der Parti communiste français (PCF) im Senat war.
Als Nachfolger seines Onkels wurde er 1989 zum Bürgermeister der Gemeinde Le Poislay im Département Loir-et-Cher gewählt und hatte dieses Amt bis 2001 inne. Daneben war er zuerst von 1990 bis 1991 Kabinettschef des Präsidenten des Generalrates des Départements Val-de-Marne (Michel Germa, PCF) sowie danach Kabinettschef der Bürgermeisterin von Nanterre, Jacqueline Fraysse (PCF), die zugleich auch Senatorin war. Nach einer kurzen Tätigkeit als Kabinettschef des Bürgermeisters von Colombes, war er zwischen 1993 und 1997 Projektleiter für den Pacte 92 für Stadtpolitik im Département Hauts-de-Seine unter dem Generalratspräsidenten Charles Pasqua (RPR; zugleich Innen- und Raumplanungsminister). Von den Kommunisten wechselte Leroy Mitte der 1990er-Jahre zum Mitte-rechts-Lager.
1994 wurde er selbst zum parteilosen Mitglied des Generalrates von Loir-et-Cher gewählt und vertrat in diesem bis 2015 den Kanton (Wahlkreis) Droué, seither den Kanton Montoire-sur-le-Loir. Daneben war er außerdem von 1995 bis 1997 Projektleiter beim Beigeordneten Minister für die Städte und die Integration Éric Raoult (RPR).

### Abgeordneter und Minister
Vor der Parlamentswahl 1997 trat Leroy der bürgerlichen Union pour la démocratie française (UDF) bei und wurde am 1. Juni 1997 erstmals als Abgeordneter des 3. Wahlkreises des Départements Loir-et-Cher in die Nationalversammlung. Bei den Wahlen 2002 und 2007 wurde er als Abgeordneter bestätigt. Zwischen Januar 2003 und Mai 2007 war er außerdem Nationaler Exekutivsekretär der UDF für örtliche Verbände. Bei der Spaltung der UDF anlässlich der Wahlen 2007 wechselte er zum Nouveau Centre (NC), das den Präsidenten Nicolas Sarkozy unterstützte und dessen Mitte-rechts-Koalition angehörte. Von 2008 bis 2010 war er Sprecher dieser Partei.
Während seiner Mitgliedschaft in der Nationalversammlung war er Mitglied der Ausschüsse für Kultur, Familien und Soziales (1997–2002), für Finanzen, allgemeine Wirtschaft und Haushaltskontrolle (2002–2004), für Wirtschaft, Umwelt und Territorien (2004–2009), für Verfassungsrecht, Gesetzgebung und allgemeine Verwaltung der Republik (2009–2010) sowie der Enquete-Kommission für die Entwicklung der Kommunalsteuer (2005). Von 2002 bis 2010 war Leroy Mitglied der parlamentarischen Versammlung der Frankophonie. Daneben war er von Oktober 2004 bis November 2006 erstmals Vizepräsident der Nationalversammlung und bekleidete diese Funktion erneut zwischen Oktober 2009 und November 2010. Vom 1. April 2004 bis Juli 2017 war Leroy zusätzlich Präsident des Generalrates des Département Loir-et-Cher.
Er wurde am 14. November 2010 von Premierminister François Fillon als Nachfolger von Brice Hortefeux zum Minister für die Städte (Ministre de la Ville) in dessen drittes Kabinett berufen und übte dies bis zum 15. Mai 2012 aus. Nach seinem Ausscheiden aus der Regierung wurde er im Juni 2012 erneut als Abgeordneter des 3. Wahlkreises von Loir-et-Cher in die Nationalversammlung gewählt. Seit 2012 ist er Mitglied der Union des démocrates et indépendants (UDI), zu der sich mehrere bürgerliche Mitte-Parteien zusammenschlossen. Von Juli 2018 bis Januar 2019 war er abermals Vizepräsident der Nationalversammlung. Von 2017 bis 2019 war er zudem Vizepräsident der französischen Sektion der Interparlamentarischen Union.
Im Januar 2019 legte Leroy sein Mandat in der Nationalversammlung nieder, um stellvertretender Generaldirektor des russischen Unternehmens Mosinzhproekt zu werden. Er behielt jedoch parallel dazu sein Amt als Vizepräsident des Départementalrats von Loir-et-Cher, zuständig für Tourismus.